# بيلي بويد (سياسي)
بيلي بويد (بالإنجليزية: Billy Boyd)‏ هو سياسي بريطاني، ولد في 1923. انتخب عضو برلمان أيرلندا الشمالية.